# 11127 Hagi
11127 Hagi è un asteroide della fascia principale. Scoperto nel 1996, presenta un'orbita caratterizzata da un semiasse maggiore pari a 2,2283896 UA e da un'eccentricità di 0,1608379, inclinata di 5,66296° rispetto all'eclittica.